# 扎里奇亞 (日達喬夫區)
49°24′46″N 24°6′35″E / 49.41278°N 24.10972°E
扎里奇亞（烏克蘭語：Заріччя），是烏克蘭西部的村莊，隸屬利維夫州的斯特雷區。該村面積1.21平方公里，海拔高度251米，2016年人口542，人口密度每平方公里553.72人。